# Dirck Ferreris
Dirck Ferreris, Diederik vagy Theodor Freres (Enkhuizen, 1639 – Enkhuizen, 1693. június 6.) holland aranykori festő volt.

## Élete
Élete nagy részét Enkhuizenben töltötte, több művét pedig annak városházán készítette. 1666-ban Adriaen Backerrel Itáliába utazott, majd Amszterdamba visszatérve Londonba ment, hogy 1678-ban egy kis időt Sir Peter Lelynek dolgozzon. Houbraken szerint galériák díszítésére specializálódott, és egyet a Huis Honselaarsdijkban, egyet pedig Amszterdamban egy Mr. Roeters nevű úriembernek készített. Miután visszatért Itáliából, összebarátkozott Johannes Voorhouttal, akivel kis csoportban gyakorolták a rajzolást egy meztelen modellről. Elmondta Voorhoutnak, hogy nagyon szeretett volna pénzt spórolni, és csak 30 guldent költött egész évben Itáliában, és ez volt az oka annak, hogy nem tudott sok időt tölteni a Bentvueghelekkel. Ez zavarba hozta Houbrakent, aki azt írta, hogy jó családból származik, és nem kell spórolnia.  Jan van Neck életrajzi vázlatában Houbraken megemlíti, hogy Freres Neck nagy barátja volt, és ráhagyta a papírművészetet.

## Fordítás
- Ez a szócikk részben vagy egészben  a   Dirck Ferreris című angol Wikipédia-szócikk ezen változatának fordításán alapul.  Az eredeti cikk szerkesztőit annak laptörténete sorolja fel. Ez a jelzés csupán a megfogalmazás eredetét és a szerzői jogokat jelzi, nem szolgál a cikkben szereplő információk forrásmegjelöléseként.